# Kollm
Kollm (obersorbisch Chołm) ist ein Ortsteil der Gemeinde Quitzdorf am See im sächsischen Landkreis Görlitz.

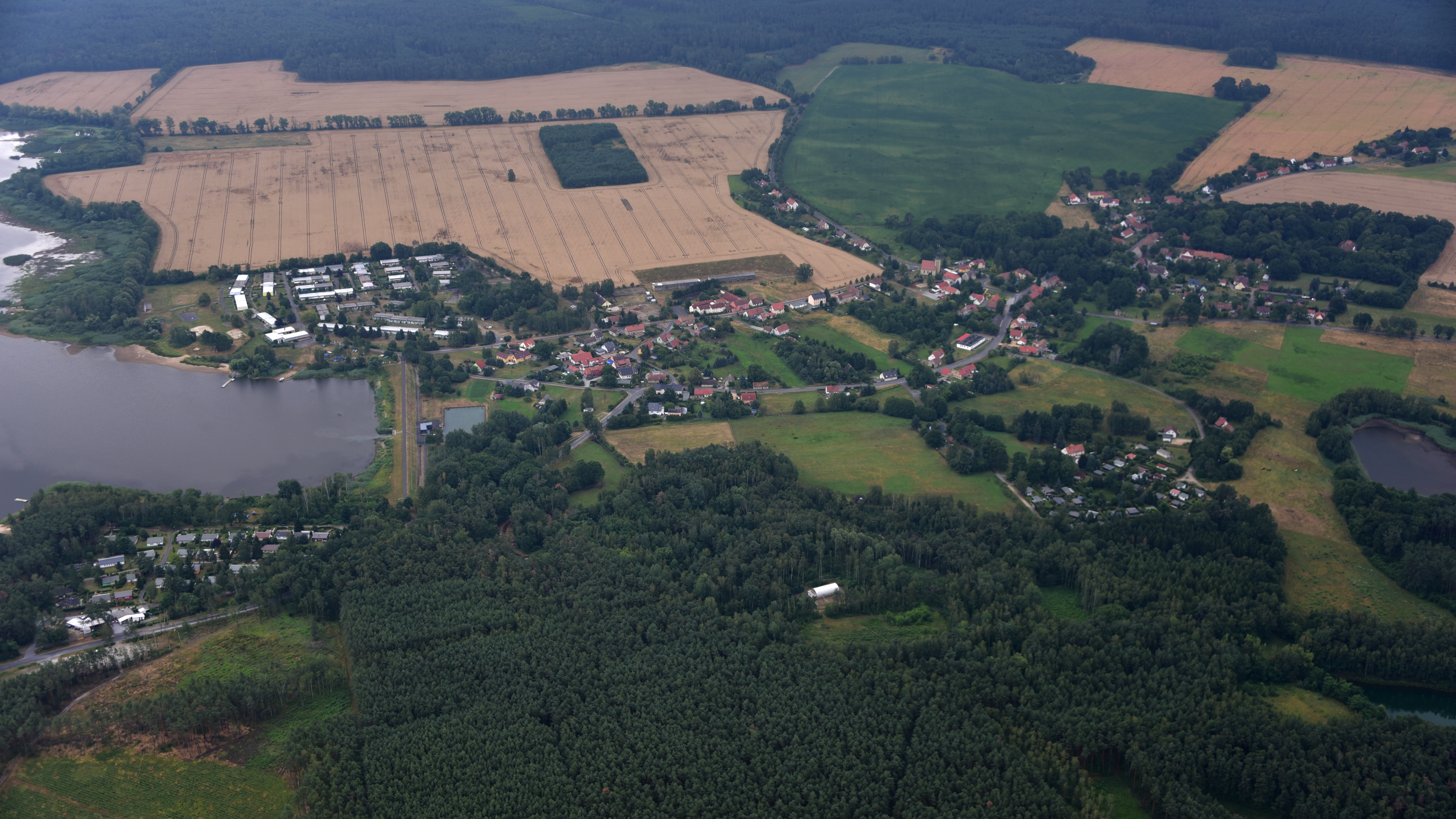
Kollm, Luftaufnahme (2019)

## Geographie
Kollm liegt im östlichen Teil des Biosphärenreservates Oberlausitzer Heide- und Teichlandschaft, südwestlich der Stadt Niesky am Westufer des Stausees Quitzdorf.
Umliegende Orte sind Steinölsa im Nordwesten, Sproitz im Nordosten, und von südost nach südwest Diehsa, Thräna und Groß Radisch.

## Geschichte

### Ortsgeschichte
Kollm wurde erstmals 1346 als „dorffe zu Kollme“ urkundlich erwähnt. Ebenfalls in das 14. Jahrhundert fällt der Bau der ersten Kirche. Der Ort hat die Form einer Gutssiedlung mit Rundweilerkern sowie eine Gutsblockflur von etwa 900 Hektar. Etwa 1560 erfolgte der Bau der heutigen Kirche Kollm, nachdem der Vorgängerbau durch einen Brand zerstört worden war.

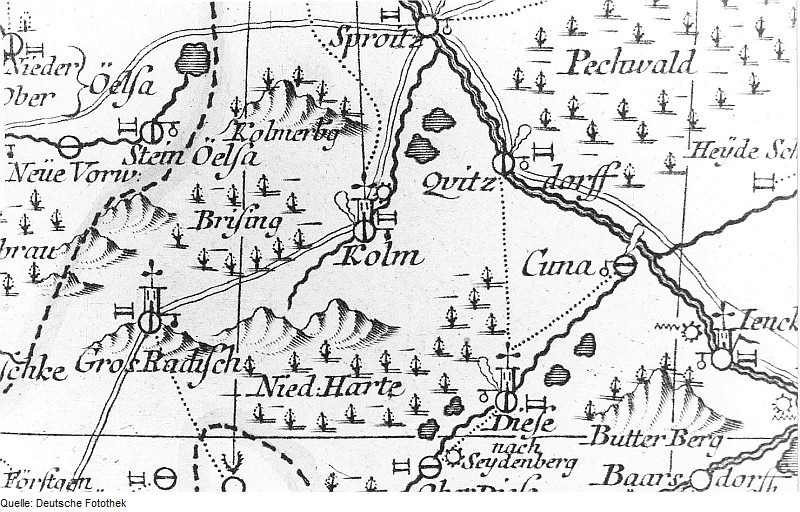
Karte von Kollm (1736)

Nach der 1815 erfolgten Abtretung des östlichen Teils der Oberlausitz von Sachsen an Preußen wurde Kollm dem 1816 gegründeten Landkreis Rothenburg (Ob. Laus.) zugeordnet. Im Februar 1874 wurde der „Amtsbezirk Diehsa“ geschaffen, der die Landgemeinden Collm, Diehsa, Quitzdorf und Steinölsa sowie die vier gleichnamigen Gutsbezirke umfasste. Die Gutsbezirke wurden bis 1928 in die Landgemeinden eingegliedert. Der Amtsbezirk wurde 1933 aufgelöst und die Gemeinden in die umliegenden Amtsbezirke eingegliedert. Kollm kam mit Steinölsa zum „Amtsbezirk Ölsa“, der 1937 in „Amtsbezirk Weigersdorf“ umbenannt wurde.
Der sorbische Wissenschaftler Arnošt Muka ermittelte in den 1880er Jahren, dass sich die Einwohnerschaft Kollms zu je etwa 50 Prozent aus Sorben und Deutschen zusammensetzt. Er ordnete daraufhin Kollm dem zentralen sorbischen Sprachgebiet zu. Interessant hierbei ist, dass er dem Nachbarort Quitzdorf zu dieser Zeit keine größere Beachtung schenkte, da er außerhalb des sorbischen Sprachgebiets lag. Zu den sorbischen Pfarrern des 19. Jahrhunderts in Kollm gehörte Jan Wahoda (Jan Łahoda), der von 1832 bis 1871 der Kollmer Pfarrgemeinde vorstand und dessen Grabmal sich an der Kirche befindet.
Nach der Verwaltungsreform von 1952 wurde Kollm dem Kreis Niesky zugeordnet. Am 1. März 1994 schloss sich die Gemeinde Kollm mit Sproitz zur Gemeinde Quitzdorf am See zusammen. Der Gemeindesitz ist in Kollm.

### Einwohnerentwicklung
| Jahr      | 1825 | 1871 | 1885 | 1910 | 1925 | 1933 | 1939 | 1946 | 1990 | 1993 | 2014 |
| Einwohner | 383  | 451  | 421  | 370  | 433  | 426  | 404  | 480  | 379  | 363  | 284  |

### Ortsname
Der deutsche Name Kollm leitet sich wie bei Weißkollm und Schwarzkollm vom sorbischen Namen chołm für ‚Hügel‘ ab. Es sind also Orte auf oder an einem Hügel.
Im 18. Jahrhundert haben die beiden Orte bei Hoyerswerda ein Namenspräfix zur besseren Unterscheidung bekommen. Kollm befand sich, trotz der relativ geringen Entfernung zu ihnen, seit Jahrhunderten in einem gänzlich anderen Verwaltungskreis, so dass hier ein entsprechendes Präfix wahrscheinlich als nicht nötig angesehen wurde.

## Persönlichkeiten
- Felix Freiherr von Gutschmid (1843–1905), deutscher Gesandter in Chile und Japan
- Walther von Miquel (1869–1945), deutscher Regierungspräsident und Gutsbesitzer in Kollm